# North Haven (Maine)
North Haven és una població dels Estats Units a l'estat de Maine (EUA). Segons el cens del 2000 tenia 381 habitants.

## Demografia
Segons el cens del 2000, North Haven tenia 381 habitants, 162 habitatges, i 109 famílies. La densitat de població era de 12,6 habitants/km².
Dels 162 habitatges en un 29% hi vivien nens de menys de 18 anys, en un 57,4% hi vivien parelles casades, en un 4,3% dones solteres, i en un 32,7% no eren unitats familiars. En el 27,8% dels habitatges hi vivien persones soles el 10,5% de les quals corresponia a persones de 65 anys o més que vivien soles. El nombre mitjà de persones vivint en cada habitatge era de 2,35 i el nombre mitjà de persones que vivien en cada família era de 2,86.
Per edats la població es repartia de la següent manera: un 25,2% tenia menys de 18 anys, un 5,2% entre 18 i 24, un 30,2% entre 25 i 44, un 27% de 45 a 60 i un 12,3% 65 anys o més.
L'edat mediana era de 39 anys. Per cada 100 dones de 18 o més anys hi havia 112,7 homes.
La renda mediana per habitatge era de 40.446 $ i la renda mediana per família de 42.361 $. Els homes tenien una renda mediana de 31.071 $ mentre que les dones 16.000 $. La renda per capita de la població era de 17.112 $. Entorn del 4,4% de les famílies i el 7,2% de la població estaven per davall del llindar de pobresa.